# Нортвуд (Айова)
Нортвуд (англ. Northwood) — місто (англ. city) в США, в окрузі Ворт штату Айова. Населення — 2072 особи (2020).

## Географія
Нортвуд розташований за координатами 43°26′39″ пн. ш. 93°13′0″ зх. д. / 43.44417° пн. ш. 93.21667° зх. д. (43.444053, -93.216646).  За даними Бюро перепису населення США в 2010 році місто мало площу 9,75 км², уся площа — суходіл.

### Клімат
| Клімат : Нортвуд      | Клімат : Нортвуд | Клімат : Нортвуд | Клімат : Нортвуд | Клімат : Нортвуд | Клімат : Нортвуд | Клімат : Нортвуд | Клімат : Нортвуд | Клімат : Нортвуд | Клімат : Нортвуд | Клімат : Нортвуд | Клімат : Нортвуд | Клімат : Нортвуд | Клімат : Нортвуд |
| Показник              | Січ.             | Лют.             | Бер.             | Квіт.            | Трав.            | Черв.            | Лип.             | Серп.            | Вер.             | Жовт.            | Лист.            | Груд.            | Рік              |
| Середній максимум, °C | −5               | −2,2             | 4,4              | 13,9             | 21,1             | 26,1             | 28,3             | 27,2             | 22,2             | 16,1             | 5,6              | −2,2             | 12,8             |
| Середній мінімум, °C  | −15              | −12,8            | −5,6             | 1,7              | 8,3              | 13,9             | 16,1             | 14,4             | 10,0             | 3,3              | −4,4             | −11,7            | 1,7              |
| Норма опадів, мм      | 25               | 25               | 51               | 74               | 109              | 122              | 99               | 102              | 94               | 56               | 43               | 30               | 833              |
| --------------------- | ---------------- | ---------------- | ---------------- | ---------------- | ---------------- | ---------------- | ---------------- | ---------------- | ---------------- | ---------------- | ---------------- | ---------------- | ---------------- |
| Джерело: Weatherbase  |                  |                  |                  |                  |                  |                  |                  |                  |                  |                  |                  |                  |                  |

## Демографія
Згідно з переписом 2010 року, у місті мешкало 1989 осіб у 885 домогосподарствах у складі 530 родин. Густота населення становила 204 особи/км².  Було 1004 помешкання (103/км²).
Расовий склад населення:
| - 97,3 % — білих - 0,5 % — чорних або афроамериканців - 0,2 % — корінних американців - 0,1 % — азіатів |

До двох чи більше рас належало 1,1 %. Частка іспаномовних становила 2,3 % від усіх жителів.
За віковим діапазоном населення розподілялося таким чином: 21,8 % — особи молодші 18 років, 56,4 % — особи у віці 18—64 років, 21,8 % — особи у віці 65 років та старші. Медіана віку мешканця становила 44,2 року. На 100 осіб жіночої статі у місті припадало 92,5 чоловіків;  на 100 жінок у віці від 18 років та старших — 92,1 чоловіків також старших 18 років.
Середній дохід на одне домашнє господарство  становив 46 740 доларів США (медіана — 39 583), а середній дохід на одну сім'ю — 60 112 долари (медіана — 52 596). Медіана доходів становила 42 292 долари для чоловіків та 33 438 доларів для жінок. За межею бідності перебувало 18,8 % осіб, у тому числі 20,7 % дітей у віці до 18 років та 9,1 % осіб у віці 65 років та старших.
Цивільне працевлаштоване населення становило 964 особи. Основні галузі зайнятості: освіта, охорона здоров'я та соціальна допомога — 20,7 %, виробництво — 18,7 %, будівництво — 13,7 %, мистецтво, розваги та відпочинок — 11,0 %.